# Denise Lauvergnat
Denise Lauvergnat, née le 26 octobre 1913 à Capdenac-Gare (Aveyron), est une résistante française et une militante de Combat Zone Nord. Elle a participé aux évènements sous le nom d'emprunt Anne.

## Biographie
Ancienne de l’école des surintendantes d'usine, elle assure bénévolement le secrétariat de Robert Guédon, en plus de son travail d’assistante sociale à l'Union d'Electricité.
Dans son logement du 1, rue du Four, elle reçoit Jane Sivadon, Pierre de Froment, le capitaine Jacques Morel, l'abbé Armand Vallée, Christian Pineau, Amédée Dunois, Claude Bourdet. Lors de la réorganisation du groupe Nord, elle est choisie comme secrétaire de Jeanne Sivadon.
Denise Lauvergnat est arrêtée le 21 février 1942 par la Geheime Feldpolizei. Elle est emprisonnée à Paris, puis déportée à la prison de Sarrebruck, en vertu du décret Nacht und Nebel.
Le 13 octobre 1943 elle est condamnée, avec d'autres membres de son réseau, à être décapitée. Sa sentence sera commuée en 8 ans de travaux forcés par le 2e sénat du Volksgerichtshof. 
Emprisonnée aux bagnes de Lubeck et Cottbus, au camp de Ravensbruck, elle est libérée par l’armée soviétique, puis rapatriée via Malmö.
Revenue très éprouvée physiquement de déportation (où elle a notamment été atteinte de tuberculose), elle reprend son travail d'assistance sociale d'usine à EDF après un séjour en sanatorium.
Elle décède le 12 octobre 2005 dans le 14ème arrondissement de Paris.

## Sources
- Archives Nationales.
- Musée de la Résistance et de la Déportation de Besançon.
- BDIC (Nanterre).